# إيلينا ميديل
إيلينا ميديل (بالإسبانية: Elena Medel) (29 أبريل 1985، قرطبة في إسبانيا)؛ كاتِبة وشاعرة إسبانية.